# Angelo Treves
Angelo Vita Treves (ur. 1 grudnia 1900 w Turynie, zm. 8 września 1960 tamże) – włoski szermierz, srebrny medalista mistrzostw świata.
Podczas mistrzostw świata w Warszawie w 1934 roku (oficjalnie zawody tego cyklu rozgrywane są pod tą nazwą dopiero od 1937) Włosi w składzie: Giulio Gaudini, Gustavo Marzi, Aldo Montano, Vincenzo Pinton, Emilio Salafia i Angelo Treves zdobyli srebrny medal w szabli drużynowej.
Nigdy nie wziął udziału w igrzyskach olimpijskich.